# Kenos Aroi
Kenos Aroi ou Kenas Aroi, né le 17 avril 1942 et mort en janvier 1991, est un homme d'État nauruan et ancien Président de la République de Nauru du 17 août 1989 au 12 décembre 1989.

## Biographie
Avant d'entrer au Parlement de Nauru, Kenos Aroi travaillait pour la Nauru Phosphate Corporation.
Avec le soutien de Kennan Adeang, Kenos Aroi se fit élire Président de la République le 17 août 1989 au détriment de Hammer DeRoburt. Le 12 décembre de la même année, de nouvelles élections organisées à la suite de problèmes de santé de Kenos Aroi permirent à un de ses alliés politiques, Bernard Dowiyogo, de devenir président pour la seconde fois.